# 黄酱

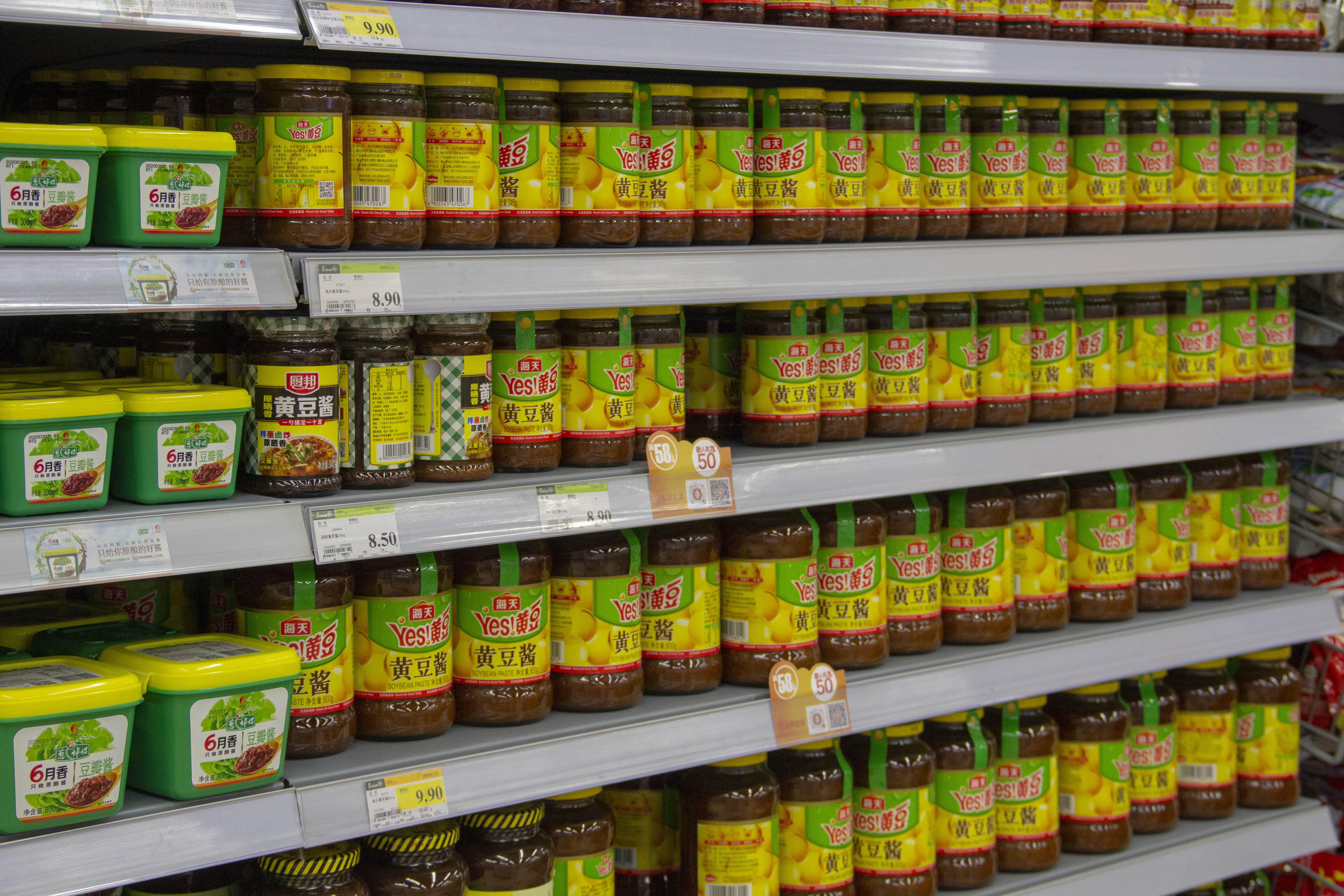
黄豆酱

黄酱，中国东北地区又称大酱，中國南方地區稱為麵豉醬，還有一種把大豆磨碎的稱為磨豉醬，用黄豆与面粉为原料，经过浸泡、蒸料、製麴、发酵等流程加工，添加各种香料，最終呈粘稠糊状、具有酱香，呈红褐色的调味品，是中国菜的主要调料。黄酱可以用于烹调菜肴，也可以直接佐餐，例如北京的风味小吃“炸酱面”，就是用炸香的黄酱拌煮熟的面条。

## 食療
- 黃豆可預防乳腺癌、大腸癌、骨質疏鬆。
- 發酵黃豆所生成之物質可分解血液凝結物，可預防腦血栓和腦溢血。
- 黃醬有清熱解毒作用，可於毒蟲、蛇蜂等昆蟲蜇咬時解毒、燒傷治療、消除酗酒類酒精中毒等。[3]